# Путь на Амальтею
«Путь на Амальте́ю» — научно-фантастическая повесть советских писателей Аркадия и Бориса Стругацких. Относится к раннему периоду творчества соавторов, сюжетно продолжает повесть «Страна багровых туч». По воспоминаниям Бориса Стругацкого, братья при её написании в 1959 году окончательно выработали технику совместного творчества и новый стиль «хемингуэевского лаконизма». Опубликована в одноимённом сборнике рассказов 1960 года, после 1990-х годов регулярно издаётся в сборниках и включается во все собрания сочинений Стругацких. Переводилась на ряд европейских языков и на китайский язык.
По сюжету на космической «Джей-станции» на спутнике Юпитера Амальтея начинается голод. Для срочной заброски припасов избраны капитан Быков и штурман Крутиков, в рейс вместе с которыми отправляются старые друзья-планетологи Дауге и Юрковский (все четверо — герои «Страны багровых туч»). Из-за метеоритной атаки и столкновения с кольцом Юпитера планетолёт «Тахмасиб» глубоко погружается внутрь газовой планеты. Благодаря героизму и технической смекалке Быкова и молодого бортинженера Ивана Жилина удаётся вытащить корабль из глубин водородной атмосферы и доставить на станцию продовольствие.

## Сюжет
Научной «Джей-станции», расположенной на Амальтее, пятом спутнике Юпитера, угрожает голод. Запасы доставляются с Земли на фотонных планетолётах по графику, однако на базах Каллисто, имеющего биосферу, продуктовые склады и гидропонные плантации поражены местным грибком и погибли целиком. Команда Амальтеи направляет коллегам подмогу, но сама садится на голодный паёк: в сутки молодым людям положено по тарелке хлорелловой похлёбки, двести граммов галет и пятьдесят граммов шоколада. Увлечённые наукой исследователи подшучивают над своим положением и утешаются тем, что в блокадном Ленинграде приходилось довольствоваться намного меньшим. Директор станции по фамилии Кангрен беспокоится из-за того, что транспортный корабль не подаёт сигналов и может попасть в беду, что случается редко, но всё-таки случается.
На выручку «Джей-станции» спешит фотонный грузовик «Тахмасиб» под командой Алексея Быкова, героя-первопроходца Венеры; штурманом идёт Михаил Крутиков, пассажирами — планетологи Григорий Дауге и Владимир Юрковский. Помимо четырёх покорителей «Урановой Голконды», на борту находятся молодой бортинженер Иван Жилин и отправившийся на Амальтею радиооптик-француз Шарль Моллар, который без особого успеха осваивает русский язык. Корабль попадает в метеоритный поток и получает сильнейшие повреждения, частично разбито зеркало-отражатель фотонного привода. Юрковский даже предположил, что они столкнулись с кольцом Юпитера. «Тахмасиб» шёл рискованным маршрутом: Юпитер на тот момент находился по другую сторону от Солнца, чем Земля, а финиш прокладывался через полярную область планеты-гиганта. Теперь грузовик погружается в водородную атмосферу, а израненные люди буквально распластаны огромным тяготением. Когда Быков сообщает, что они падают в Юпитер, никто не поддаётся панике, даже Моллар блеснул остроумием: «Теперь мы будем падать в Юпитер всю нашу жизнь».
«Тахмасиб» затянуло на такую глубину («какой это газ — плотность как у бензина»), что планетолёт стал плавать, «прибыв на последнюю станцию». Юрковский и Дауге преодолевают слабость и не отрываются от приборов и перископа; учёные не забывают о грозящей смерти, обмениваются воспоминаниями, но новые знания о внутреннем строении планеты-гиганта привлекают их гораздо больше. Они наблюдают миражи и розовое свечение неясной природы, приходят к выводу, что в недрах «бурого Джупа» существует кладбище миров, поглощённых гигантом. Тем временем Быков и Жилин приводят в порядок автоматику «Тахмасиба», и капитан придумывает крайне рискованный способ спасения: перенастроить фокус фотонного зеркала и вырваться на пределе возможностей корабля.

Никогда ещё на Амальтею не опускался такой изуродованный планетолёт. Край отражателя был расколот, и в огромной чаше лежала густая изломанная тень. Двухсотметровая труба фотореактора казалась пятнистой и была словно изъедена коростой. Аварийные ракеты на скрученных кронштейнах нелепо торчали во все стороны, грузовой отсек перекосило, и один сектор его был раздавлен. Диск грузового отсека напоминал плоскую круглую консервную банку, на которую наступили свинцовым башмаком.
В финале в директорском кабинете «Джей-станции» собрались все участники полёта и весь персонал базы. «Моллар отчаянно жестикулировал и хохотал. Вокруг него стояли девушки — Зойка, Галина, Наденька, Джейн, Юрико, все девушки Амальтеи, — и тоже хохотали. Моллар всегда ухитрялся собрать вокруг себя всех девушек». Переживший нечеловеческие перегрузки Быков без всякой патетики рапортует: «С грузом прибыл».

## История создания и публикации

### «Страшная большая планета»: несостоявшаяся космическая опера
По воспоминаниям Бориса Стругацкого, его старший брат Аркадий в 1957—1958 годах в одиночку пытался реализовать сюжет о звездолёте, провалившемся в газовую атмосферу планеты Юпитер. Сюжет «Страшная большая планета» (в обычной для соавторов форме аббревиатуры «СБП») в сохранившейся переписке впервые упоминается 14 октября 1957 года. На тот момент у Аркадия Натановича ещё не было оформленного плана, основная часть послания посвящена работе над повестью «Страна багровых туч». 8 февраля 1958 года, когда стало ясно, что «Страна…» будет опубликована, А. Н. Стругацкий писал брату, что необходимо сразу браться за продолжение с теми же героями. Судя по контексту, замысел «Страшной большой планеты» носил эпический характер, сюжет должен был разворачиваться в обстановке широкомасштабной космической экспансии, упоминались и некие «Симмонсы» — космические пираты, связанные с «империалистами и правительствами своих стран». Разработка плана поручалась Борису Стругацкому.

А фон такой: реакция, получив от народов мира отпор в смысле развязывания войны на Земле, решила достать правой рукой левое ухо — завоевать пространство и оттуда уже ударить по Советам, не подвергая себя превратностям ядерной войны. «Это пираты вас бьют, а мы ни при чём». Обыграть. Но это, конечно, только фон, и тратить на это больше полстраницы машинописи мы не будем.
В письме 13 октября 1958 года Аркадий Стругацкий настаивал на скорейшем начале работы, причём одним из главных вопросов был метод совместного обсуждения и написания текста. 4 января 1959 года необходимость приниматься за «СБП» вновь повторена. В письме Бориса Стругацкого брату от 3 февраля содержался предварительный синопсис с росписью по главам (всего пять глав с прологом и эпилогом). 22 февраля Борис Натанович писал брату, что приниматься за новую тему нужно незамедлительно, но уже 19 марта Аркадий Стругацкий, проведя предварительные обсуждения в издательстве, прямо писал, что «идея СБП горит синим пламенем», поскольку произведение о боях в межпланетном пространстве «даже смотреть не будут». Некую «модель для пролога» А. Н. Стругацкий отправил брату 8 мая 1959 года, выражая надежду, что текст будет готов в августе или начале сентября. Характеризуя написанные им главы, Аркадий Натанович в письме Борису от 13 июня трижды повторил слово «смачно», но сетовал, что готового плана действия всё ещё нет, а без него «ни черта у нас не выйдет».
19 июня А. Н. Стругацкий ругал брата, что так и не получил плана работы и каких-либо сюжетных идей, сообщая, что из-за загруженности переводами сможет приняться за написание глав не раньше сентября. Прямо сказано следующее: «Помни только главный наш закон: максимальная плотность информации. Ничего лишнего и специально-экспрессивного, побольше ярких и сильных мелочей. Лучше пусть главы будут малы по размерам, только не лей туда воды». Наконец, 7 августа Аркадий Стругацкий окончательно принял решение заняться написанием «Страшной большой планеты» единолично. Получив из Ленинграда сюжетные наработки, Аркадий Натанович писал: «Сюжет, идея, хорошая сцена — это очень важно, это нужно уметь найти. Но вот писать экономно, искать слово ты почему-то не желаешь. И от этого всё время сбиваешься на другой стиль».
Работа над новым текстом началась 5 сентября 1959 года, и уже в письме от 10 октября Аркадий сообщал брату Борису, что очень изменил общую идею, план повести и состав действующих лиц. Новый текст соответствовал названию «Водородное чудище» или «Водородный пузырь»; уже были написаны две первых главы, и «у нас ещё остаются великолепные заготовки для третьей, четвёртой и пятой глав». 15 октября Стругацкий-старший утверждал правоту И. А. Ефремова, что писать надо не сюжет, а эпизоды; «в идеале каждая глава должна быть почти законченным самостоятельным рассказом». Благодаря успеху «Страны багровых туч» редактор отдела фантастики «Детгиза» И. М. Кассель авансом обещал пустить «Страшную большую планету» вне утверждённого издательского плана. После ноябрьской встречи соавторов повесть стала именоваться в переписке «С грузом прибыл» («СГП»). В письме брату от 27 ноября 1959 года Борис Натанович так описывал будни работы над повестью: «На работе горячка — кончается год, надо дожимать план. После работы еду домой: приехала тёща, спать в гостинице негде. Дома поем, ложусь спать до десяти, а потом работаю до двух-трёх ночи над „СГП“. <…> Дела обстоят так: сделаны пролог, I глава и II глава (вот только что кончил)». Текст планировалось завершить и отправить в Москву 1 декабря.

### Процесс издания: «С грузом прибыл» — «Путь на Амальтею»
В письме Аркадия Стругацкого 20 ноября 1959 года появились конкретные планы на издание «С грузом прибыл» в 1960 году в журнале «Знание — сила» и в сборнике под одной обложкой со «Страной багровых туч». 9 декабря Аркадий Натанович отчитывался брату, что заканчивает перепечатку на машинке черновика «СГП»; этот вариант предназначался для рассмотрения редакцией журнала «Изобретатель и рационализатор». Читавшие повесть члены редакции фантастики утверждали, что это достойное продолжение «Страны…», а образы космолётчиков развивают намеченную линию. Беловик был отдан на перепечатку 15 декабря; в тот же день соавторы приняли решение о написании романа «Возвращение». А. Н. Стругацкий высказывал возможность поместить «СГП» в альманах «Мир приключений». Дискуссии о форме и содержании повести на этом далеко не завершились: 4 декабря Борис Натанович высказывал некоторые идеи (Моллар должен везде плохо говорить по-русски; атмосфера Юпитера проводит звук, и это можно было обыграть в сценах с планетологами) и прилагал большую таблицу воздействия перегрузок на человеческий организм. Редактирование рукописи И. М. Касселем началось 18 декабря. Ознакомившись с правками, Б. Н. Стругацкий 29 декабря дословно писал: «Поправок немного, слов нет; есть новые хорошие мысли, и интерлог пойдёт, но какая дикая эклектика в стиле! Худшие страницы СБТ в нашей новой вещи! Я буквально озверел. Как хочешь, но я буду править обратно…» В ответном письме 2 января 1960 года А. Н. Стругацкий заявил, что, «когда пишешь об эклектике в стиле — может быть, вкрапления и прослоения хэмингуэевщины старым стилем… И я не уверен, что там нужно что-то исправлять. Может быть, это только показалось тебе по необычности? Проверь ещё раз. Многим эта вещь нравится. Не занимайся вкусовщиной, как сказал бы один из наших шефов».
2 марта 1960 года повесть была принята издательством «Молодая гвардия» в составе авторского сборника. В этой связи пришлось изымать текст из плана «Детгиза» и альманаха фантастики и приключений. Однако редакции не нравилось название «С грузом прибыл», о чём А. Н. Стругацкий писал брату: «Я бы отстаивал, конечно, если бы самому это название нравилось. Но оно мне, как ты знаешь, не нравится. Не знаю, как быть. Может, „Водородная пропасть“? У меня совсем нет вкуса к названиям». 11 марта волевым решением начальства сборник и заглавная повесть получили название «Путь на Амальтею». 17 марта начался тяжёлый конфликт с И. М. Касселем, который обозвал Аркадия Стругацкого «предателем» и отказался удалять «СГП» из состава альманаха, хотя его выпускающий редактор заявила, что повесть не пойдёт. Вёрстка сборника «Путь на Амальтею» была готова 25 апреля, старший Стругацкий называл его «аккуратной приятной книжечкой», по объёму сопоставимой с «Пеплом Бикини». 26 июля Аркадий писал младшему брату, находящемуся в геодезической экспедиции на Кавказе, что сигнальный экземпляр ожидается не ранее сентября. Редакция фантастики, как и в случае со «Страной багровых туч», настояла на включении в сборник словарика научно-фантастической терминологии. Словарик не воспроизводился в последующих изданиях, и в дальнейшем Стругацкие не использовали пояснения в своих книгах, если не считать пародийного перечисления фэнтезийных сущностей в финале повести «Понедельник начинается в субботу».
Договор № 4963 на сборник «Путь на Амальтею» был подписан авторами 3 ноября 1960 года, выпускающим редактором в нём обозначена Б. Клюева. Содержание книги в договоре таково: «Сборник научно-фантастических повестей и рассказов о космических полётах будущего». Тираж составил 115 000 экземпляров, далее потребовались ещё две стотысячные допечатки. В декабре произошёл казус: из-за технической ошибки секретаря Стругацкие получили лишний гонорар, Аркадию Натановичу пришлось вернуть из собственных денег 16749 рублей. В том же письме (4 декабря) старший Стругацкий сообщал брату, что готовится их приём в Союз писателей, рекомендателями выступили критик Кирилл Андреев, писатели Роман Ким и Иван Ефремов. Авторы не слишком высоко ценили своё произведение. В дневнике А. Н. Стругацкого 28 апреля 1961 года «Путь на Амальтею» назван «пустенькой вещицей», «без толку написанной». С 1964 по 1985 годы братья Стругацкие не предлагали повесть к переизданию.
Беловая рукопись повести не сохранилась. В 1961 году текст повести в сильно сокращённом виде был выпущен рижским журналом «Наука и техника» (№ 8, 9). В 1964 году «Путь на Амальтею» вышел в ленинградском альманахе «В мире фантастики и приключений». Поскольку неуклонно происходило ухудшение советско-китайских отношений, цензура предписала «избавиться от любых китайских следов». По предположению С. Бондаренко и В. Казакова, это был первый случай специфических «чисток» повестей Стругацких. В воспоминаниях Ивана Жилина издания 1960 года и рижской журнальной публикации 1961 года заместитель начальника Высшей Школы Космогации именовался Чэнь Кунь; в альманахе 1964 года он стал Тодором Каном, а в последующих изданиях Сантором Яном. Когда Жилин вспоминает, как проспорил, утверждая, что знает все марки автомобилей, в рукописи неизвестная ему машина называется «„Счастливый Дракон“, новая китайская марка», в издании 1960 года — «„Золотой Дракон“, новый китайский атомокар», в сборнике 1964 года — «„Влтава“, новый чешский атомокар», в последующих изданиях — «„Золотой Дракон“, новый японский атомокар». При подготовке повести для 11-томника «Сталкера» и полного собрания сочинений правка текста была минимальной. Изменённые имена и названия не были возвращены к исходным: «за долгие годы читатели к ним уже привыкли».

## Эволюция творческого замысла; трансформация текста

### Черновики «С грузом прибыл»
Претекстом первой совместной повести Стругацких — «Страны багровых туч» — были «Три мушкетёра» А. Дюма, одна из любимых братьями книг. Сразу после окончания повести соавторы обдумывали фантастический аналог «Двадцати лет спустя» о тех же персонажах, но через десять, а не через двадцать лет. Дополнительным персонажем должен был стать Николай Ермаков, сын Анатолия Ермакова, погибшего на Венере; его командировали в новую космическую экспедицию вместе с сокурсником Иваном Жилиным. Черновик первой главы был посвящён выпуску Высшей школы космогации и запуску первой заплутоновой экспедиции — «репетиции» межзвёздного полёта, приуроченного к пятидесятой годовщине запуска Первого спутника, то есть 4 октября 2007 года. Первая глава сохранилась в двух черновых вариантах. В конечном счёте авторы повели повествование с середины — когда корабль уже находился в полёте, однако несколько эпизодов остались в окончательном тексте в виде воспоминаний Жилина. Много сцен из выпуска Высшей школы космогации перешло в рассказ «Почти такие же» (вышедший в сборнике 1960 года «Путь на Амальтею») и в одноимённую новеллу романа «Полдень, XXII век»; описание ракетодрома Мирза-Чарле пригодилось для повести «Стажёры». Два промежуточных варианта первой главы были написаны и отвергнуты авторами, возможно, из-за пошедшей «не в ту сторону» трансформации образа капитана Быкова. Изначально Алексей Быков «Страны багровых туч» — служака-военный, чья эмоциональная сфера спрятана настолько глубоко, что никому не дано проникнуть в его переживания. За десять лет всегда ровный и внешне отстранённый герой-первопроходец не мог стать нервным и эмоциональным, каким был выведен в черновиках. На борту «Тахмасиба» в первоначальных сценах находились стажёр Коля Ермаков и академик Сусуму Окада, везущий на Юпитер «двигатель времени» (из рассказа «Забытый эксперимент») для проведения эксперимента.
По материалам архива Стругацких оказалось возможным проследить формирование речевой манеры Моллара. Например, шутка, когда планетолог Дауге перевёл для француза слово «ласточка» (hirondelle) как «бегемот», родилась из характерной манеры преподавателя китайского языка Канской офицерской школы Дин Футана, коллегой которого в 1950 году был Аркадий Стругацкий. Кроме того, в 1958 году Пулковскую обсерваторию посещал писатель Стефан Гейм, от которого в записной книжке Б. Стругацкого остались фразы такого типа: «Ну как жизнь? Хорошо? <…> Как женщи́ны? Хорошо?». О Китае напоминает и название искусственного спутника Земли — стартовой площадки фотонных кораблей «Цифэй» (кит. трад. 起飛, упр. 起飞, пиньинь qǐfēi, «старт»). Аббревиатура вычислительной машины из Высшей школы космогации ЛИАНТО вообще никак не расшифровывалась, являясь, по выражению Б. Стругацкого, «псевдоквазией».

### «Страшная большая планета» Аркадия Стругацкого: содержание
В архиве писателей сохранилось пять глав машинописи «Страшная большая планета», значительная часть материала этих глав была использована при написании повести «С грузом прибыл». В этом варианте нет четвёрки Быков, Дауге, Крутиков, Юрковский, а также Жилина и Моллара. По сюжету, космический корабль К-16 вёз груз продовольствия на научную станцию «Юпитер-1» на спутнике Мальхиора (по воспоминаниям Б. Стругацкого, это был вымышленный авторами 11-й спутник Юпитера). У экзосферы Юпитера К-16 столкнулся с метеоритным потоком и был поражён в упор сто шестьдесят третьим небесным снарядом. В рубке управления сразу погиб капитан Горелов, а врач Валентина Ивановна Зотова сломала позвоночник и умерла через несколько часов; пострадали штурман Ван и учёные, находящиеся на борту (Беньковский, Северцев и Михаил Петрович, не названный по фамилии), связь с внешним миром отсутствует. Штурман Ван Лаоцзю сообщил, что звездолёт падает на Юпитер, а бо́льшая часть топлива израсходована за три часа уклонения от метеоритов. Оставшиеся в живых решили затормозить корабль и изучить недра планеты-гиганта. Ван запустил радиобакен с посланием о решении команды и скончался: «Вероятно, жизнь ушла от него с последними литрами горючего, выброшенного из опустевших баков во взрывные камеры. Он больше не мог влиять на судьбу звездолёта. Звездолёт стал трупом, и Ван умер вместе с ним». Оставшиеся в живых наблюдают атмосферные протуберанцы, а профессор Беньковский по мере погружения объявляет, что они улавливают излучение металлического водорода. Далее космонавты открывают кладбище миров, поглощённых Юпитером, и сохраняют оптимизм: запасы на борту и исправное оборудование для регенерации воды и атмосферы позволят прожить годы, получив множество бесценных научных данных. Рукопись обрывается на фразе Беньковского: «Надо работать».

### Сходства и различия
Историк Д. Володихин и писатель-фантаст Г. Прашкевич, сравнивая рукопись «Страшной большой планеты» с окончательным вариантом «Пути на Амальтею», отмечали, что формальные отличия заключаются в полной безысходности повествования (гибнут по очереди капитан, врач и штурман) и отсутствии глав о жизни научной станции на спутнике Юпитера. Главным, однако, является разница авторского стиля и тональности: «происходит своего рода соревнование» описаний чудес Юпитера и борьбы экипажа за выживание.

А люди?

Ну что люди?

Да, они храбры, да, пафос творчества перед лицом неотвратимой гибели создает вокруг них ореол мрачного величия. Они будто вынырнули из времён Прометея, из горнила мужественной, но обречённой на поражение борьбы титанов против олимпийцев. Однако персонажи словно подняты на котурны, выглядят слишком театральными. А занавес, опускаемый над их последними часами (днями?) в ловушке юпитерианской атмосферы, создаёт царапающее ощущение пропавшей концовки. В итоге Юпитер вызывает бо́льший интерес, чем его исследователи.

Стиль «Страшной большой планеты» демонстрирует попытки литературной игры, содержит афористические высказывания героев, но в то же время рыхл и патетичен, полон «красивостей». Профессор Беньковский наставляет аспиранта Северцева не унывать, ссылаясь на то, что его дед подорвал на себе фашистский танк под Сталинградом, а отец и мать «погибли во время второй экспедиции Кожина». «И я тоже умру на посту. И желаю такой смерти своим сыновьям». В последующем споре Беньковский заявляет: «Человек рождён для труда».

И сколько советских интеллигентов согласились бы с этими словами! Многие бы жизни свои положили за правду красивой фразы Беньковского.
Писатель-фантаст Ант Скаландис отмечал, что первоначальный замысел повести о космических пиратах являлся проявлением «необузданной» фантазии авторов и в случае реализации «это был бы явный фальстарт», шаг в сторону традиционной советской литературы о шпионах. В детской фантастике застойной эпохи тема космических пиратов сделалась стандартной, а попытка Аркадия Стругацкого обратиться к данной теме — повесть-сказка «Экспедиция в преисподнюю» (1974) — признана не самой удачной.

## Литературные особенности

### Эволюция критического восприятия в СССР
В начале 1960-х годов произведения Стругацких стали объектом разнообразных дискуссий о целях и предназначении фантастической литературы. «Путь на Амальтею» вызвал некоторое число полярно противоположных отзывов в прессе. С. И. Ларин в просветительской брошюре общества «Знание» 1961 года использовал пример «Пути на Амальтею» для демонстрации возможности использования острого сюжета в фантастическом жанре (основанном на «романтике борьбы и пафосе преодоления трудностей»). Повесть является продолжением «Страны багровых туч», эти произведения, как и некоторые рассказы, связаны общими героями, обстановкой будущей жизни на Земле, научными проблемами, близостью художественного построения. Важнейшим лейтмотивом космической фантастики Стругацких С. Ларин называл «ежесекундное героическое преодоление трудностей», связанное в том числе с физической неприспособленностью человеческого организма и психики и к «климату» Венеры, и к «условиям» Юпитера. Остросюжетность базируется на «преодолении подлинных, огромных (а не мнимых и при ближайшем рассмотрении весьма мизерных) трудностей». С. Ларин утверждал, что повесть «Путь на Амальтею» читается с волнением; финал полностью оправдывает ожидания: «Но корабль исправлен. Корабль прибыл к месту назначения…». Критик считал, что использование мотива тягот космического полёта наглядно позволяет показать становление характера героя, истинного человека будущего.
Писатель Александр Казанцев во время дискуссии об абстракционизме в советской литературе приводил творчество Стругацких как авторов «реалистичной фантастики», противопоставленных «абстрактной» фантастике. Фантаст Анатолий Днепров ставил акцент на «героику, ставшую будничным делом», присущую персонажам как «Страны багровых туч», так и её продолжения. Герои — не супермены, «а обыкновенные советские люди»: скромные и трудолюбивые, совершают ошеломляющие читателя подвиги прежде всего из-за любви к «ненадуманной трудовой жизни». Появилось и несколько обзоров, в которых саркастически, с вырыванием фраз из контекста критиковалась как «грубая и примитивная» речевая манера героев Стругацких и делались обобщения, в том числе с обвинениями редактора «Молодой гвардии» Б. Клюевой («которая не коснулась своим требовательным пером этих и других самородных слов, позволив авторам донести до нас живое дыхание будущего»). Те же фразы критиковались в рецензии Б. Голдовского — между прочим, с упоминанием, что сборник «Путь на Амальтею» вышел суммарным тиражом 315 000 экземпляров. В саркастическом по тону обзоре В. Шитовой в журнале «Юность» прямым текстом утверждалось, что фантастика — это низший жанр, произведения которого не отличаются художественным вкусом и рассчитаны на самую нетребовательную аудиторию. Сборники Стругацких «Шесть спичек» и «Путь на Амальтею» в целом признаны «требующими скидок на жанр», ибо в них «слишком много привычного, надоевшего». К дискуссии подключились ведущие ленинградские литературоведы Е. Брандис и В. Дмитревский, которые на страницах журнала «Звезда» и альманаха «В мире фантастики и приключений» решительно выступили в защиту фантастов, в том числе и Стругацких. В понимании критиков, братья — представители серьёзной фантастики, «пренебрегающие дешёвыми приключенческими приёмами». Освоение космоса в повестях и рассказах Стругацких — ни в коем случае не увеселительное мероприятие, перед испытаниями, выпавшими на долю героев, «меркнет всё, что некогда выпало на долю мореплавателям и землепроходцам, открывавшим новые материки». Впрочем, и в отзывах Брандиса и Дмитревского содержались нападки на «грубость» языка героев «Пути на Амальтею».
Уже после спада основного критического накала вышел обзор В. Коноплёва, в котором со ссылкой на мнение читателей-подростков («тип читателя любознательного, пытливого, жаждущего принять участие в будущем в великих преобразованиях на пути к коммунистическому завтра») даётся высокая оценка советской социальной и философской фантастики. Это мнение противопоставляется мнению не названных по именам скептиков, утверждающих, что «в произведениях советской фантастики нет настоящих героев, что люди подменены некими условными символами», со ссылкой на ряд конкретных произведений, в том числе и «Пути на Амальтею».
Фантастовед А. Ф. Бритиков рассматривал творчество Стругацких в контексте «успехов и издержек» освоения советской фантастикой социальной тематики. «Страну багровых туч» и «Путь на Амальтею» критик рассматривал в комплексе, как иллюстрацию стругацковского протеста против «теории предела». Это вело ко многим издержкам — например, писатели не слишком заботились «о психологической правде положительных персонажей. Умные и интеллигентные люди у них чересчур уж склонны к пошловатым остротам. Раздражает нарочитое благородство, наигранная скромность, демонстративно грубоватая мужественность». Тем не менее: «Хорошо ли, плохо ли показали Стругацкие Юрковского и Дауге, Горбовского и Быкова — те жили и умирали за высокие цели».
Критик и литературовед А. А. Урбан отмечал, что, в отличие от более раннего произведения Стругацких «Страна багровых туч», в котором ещё заметны неопытность авторов и усилия, с которыми оно писалось, «Путь на Амальтею» «написан легко, непринуждённо, весело, свободно, с ощущением таланта и просто удовольствия писать, строить, делать вещь». Как указывает Урбан, в этой повести уже почти отсутствуют технические описания, а космический антураж — не более чем необходимая дань сюжету. Главное в «Пути на Амальтею» — герои. Уже в этой ранней повести Стругацких предпринята попытка экономными средствами показать характеры, найти в людях особенное, редкое, нестандартное. Присутствуют непринуждённые диалоги, ёмкие авторские ремарки, внутренняя речь. В «Пути на Амальтею» опробованы новые художественные средства, которые позднее в других повестях Стругацких будут применяться для выявления интеллектуальных конфликтов. Александр Мирер видел в повести пример поразительной быстроты роста мастерства Стругацких-прозаиков — «Слово Стругацких звенит, словно вдоль строк протянута тончайшая нить радости».

### Современные литературно-критические оценки
Польский исследователь Войцех Кайтох в монографии 1993 года рассматривал сборник «Путь на Амальтею» как целостное собрание текстов в жанре «политехнической фантастики» вместе с аналогичным сборником «Шесть спичек». Героями повести стали «повзрослевшие на десять лет Быков, Крутиков, Юрковский, Дауге и два молодых космонавта». По жанру «Путь на Амальтею» обозначен как «реликт производственной повести», так как всё действие завязано на мотиве промышленной аварии, но в то же время Стругацких интересует реакция героев на произошедшее и их психологическое состояние. Писатели обращались к настолько драматически усложнённым переживаниям, что передать их переносным способом было решительно невозможно, и авторы пытались выразить это описанием внешности субъекта или некоторых его замечаний. По Кайтоху, это «приводило к некоторой похожести на развлекательную прозу воспитанных на бихевиористической психологии американцев». Примером является эпизод в лазарете, когда обожжённый и намазанный целебной мазью Моллар, шипя от боли, запел песенку про ласточек, чтобы показать капитану Быкову, что он успокоился по-настоящему. Это служило демонстрации иррациональных элементов человеческой психологии, что противоречило теории социалистического реализма, по которой человек устроен гораздо проще. Впрочем, в критике начала 1960-х годов именно с этой стороны не предпринималось попыток атаковать повесть. Определения В. Кайтоха цитирует современная исследовательница Н. Н. Мамаева, уточняя, что повесть осталась актуальной для читателей не благодаря приключенческой «начинке», которая сама по себе довольно слаба. Читаемой в XXI веке повесть делают герои, заговорившие «нормальным человеческим языком», что и раздражало консервативных читателей и критиков тех лет. Сведение фантастического элемента к минимуму, по мнению Н. Мамаевой, «как ни парадоксально, превратило „Путь…“ в хорошую фантастику», поскольку главным в сюжете и его реализации является эволюция бытового, а не фантастического элемента.
Активист фэндома и библиограф П. Поляков отмечал, что одной из самых существенных проблем, вставших перед Стругацкими в конце 1950-х годов, стало преодоление противоречия между живыми героями и искусственной реальностью. Один из вариантов был предложен как раз в повести «Путь на Амальтею»: это ироническое отношение к сконструированной литературной реальности. Авторы поставили своим героям почти сверхчеловеческие задачи: спасти от угрозы голода научный персонал баз на спутниках Юпитера, не остаться навечно у планеты-гиганта и тому подобное. Однако, с точки зрения самих персонажей, сверхзадача скрыта массой текущих, гораздо менее серьёзных вопросов: как отыскать неведомо где прячущуюся марсианскую ящерицу Варечку («кошмарное чудовище», кличка которому совершенно не соответствует), как командиру утихомирить не в меру расшалившихся пассажиров — своих давних друзей, как объяснить французскому радиооптику, что Дауге над ним шутит, и так далее. Именно поэтому «Путь на Амальтею» устарела значительно менее, чем «Страна багровых туч». Микроконфликты позволяют раскрыть характеры героев, которым ничто не мешает развиваться. «Однако искусственная реальность остаётся искусственной, герои ведут себя чересчур раскованно, а все конфликты и опасности, падающие на них, как, впрочем, и решение конфликтов и избавление от опасностей, зависит в гораздо большей степени от стечения обстоятельств (читай, авторского произвола), а не от характера героев».
Литературовед Марк Амусин в монографии 1996 года, рассматривая «Путь на Амальтею» как продолжение «Страны багровых туч», увидел в повести стремление Стругацких к циклизации, сцеплению произведений сквозными героями и темами, что позволяло демонстрировать их читателям под разными ракурсами. По сравнению с предыдущей повестью о Венере, в «Пути…» нет ни новых подходов, ни новых поворотов авторской мысли. Повесть примечательна лишь возросшим писательским мастерством братьев-соавторов: здесь нет многословия и трафаретных формул «Страны…», индивидуальность каждого из персонажей наглядно проявляется в речи и манере поведения, не требуя характеристик «от автора». Манера письма сделалась лаконичнее и живее. Манера, самими Стругацкими названная «хемингуэевским лаконизмом», по мнению М. Амусина, проявилась ещё в рассказе «Шесть спичек», когда авторское повествование перебивается голосами персонажей. Внутренний монолог Жилина, вспоминающего события своей короткой жизни перед неминуемой гибелью, построен на монотонном нанизывании сложносочинённых предложений с обилием уточняющих деталей. Внешнее однообразие интонации таит пафос активизма и богатые инструментальные возможности для фантастического жанра, немыслимого без воли к победе, преодоления опасностей и трудностей.
Д. Володихин и Г. Прашкевич также подчёркивали, что достоинством «Пути на Амальтею» является отсутствие казёнщины и героической наигранности, герои ведут себя совершенно естественно. «Люди завоёвывают космос, космос наносит контрудары, экипаж и „Тахмасиб“ попали на передовую, сразились, победили, и… всё опять возвращается в обычный, более спокойный режим противостояния». Повседневная речь наполнена шутками и аттракционом; вся обстановка увлекает и подана совершенно реалистично, небольшая повесть породила массу афоризмов, широко используемых в среде поклонников Стругацких. Найденная авторами «хемингуэевская манера» означала радикальное изменение структуры текста: «Он стал намного легче, воздушнее». Стругацкие осуществили «реформу диалогов»: авторский текст «утоплен» внутри диалогического, что создаёт сильный эффект. Хотя текстологический анализ показывает, что доля диалогов относительно объёма текста возросла незначительно, эффект достигался уменьшением числа прилагательных и ростом употребления глаголов; резко сократились сложные конструкции. «Многое просто не договаривается до конца — читателю дают возможность самому додумать несказанное. Почти исчезли описания того, о чём думает или что чувствует один из заглавных персонажей: его эмоции и мысли подаются либо через слова, либо через действия». Успешный стилевой эксперимент далеко не сразу занял прочные позиции в творчестве авторов, и окончательно данный приём восторжествовал при написании повестей «Попытка к бегству» и «Трудно быть богом».
Писатель Ант Скаландис в биографии «Братья Стругацкие» присоединился к определению цикла о Быкове и Юрковском как «космических мушкетёров», считая, что «во второй маленькой повести им (авторам) удалось сказать больше, чем в первой огромной». Это не результат смены стилистики, а следствие принципиально новаторской постановки литературной задачи. Она заключалась в достоверной будничности совершения подвига, поэтому стиль «Пути на Амальтею» А. Скаландис сравнивал не с хемингуэевским, а с изображением «спокойных профессионалов-лётчиков» Экзюпери из «Планеты людей» или «Ночного полёта». Писатель считал, что название «С грузом прибыл» оказалось «совершенно в духе Экзюпери — предельно простое и будто списанное с отчёта. <…> Вот и АБС взяли сухую строчку доклада „С грузом прибыл“ — и всё, идеальный вариант. Зря поменяли на „Амальтею“ — слишком красиво, а значит, шаг назад к героической романтике ранних вещей».

### Поиск стиля и производственный жанр
В. Н. Лисовицкая (Самарский национальный исследовательский университет имени академика С. П. Королёва) отмечала, что в своей ранней прозе 1950-х годов Стругацкие активно искали собственный стиль, в том числе константы художественного мира и способы актуализации и репрезентации собственного «Я» и «Другого». В случае с «Путём на Амальтею» Другим является собственно герой, существующий исключительно в условиях «производственного процесса» в рамках заданных ролей: Быков — капитан корабля, Дауге и Юрковский — планетологи. То есть не проявления личности, а социальные роли определяют их поступки. В угоду жанру у героев сильно стёрты индивидуальные черты. Впрочем, необходимость этих черт для авторов очевидна, поэтому в повести начинаются поиски собственной манеры речи у героев, когда, например, штурман корабля «Тахмасиб» Михаил Антонович Крутиков разговаривает с капитаном, используя уменьшительно-ласкательные суффиксы. Ещё более ярким персонажем оказался французский радиооптик Шарль Моллар, чья фраза «Как девушки́, хорошё-о?», употребляемая не к месту, становится, по выражению В. Лисовицкой, мемом для команды корабля.
Литературовед И. В. Неронова (Ярославский государственный университет) специально рассматривала фантастику ранних Стругацких через особенности советской литературы 1950-х годов. Для «Пути на Амальтею» характерны черты производственного жанра: сюжетообразующий конфликт касается исключительного производственного задания — ЧП на космической станции и необходимости в срок доставить продовольствие. Вместе с выполнением этого задания заканчивается и произведение. Героями повестей Стругацких этого периода являются профессионалы, выполняющие свою работу. На жанр намекало и первоначальное название повести «С грузом прибыл». Основное же отличие состоит в том, что действие происходит не на заводе, а в космосе, что вполне соотносится с логикой развития жанра. При этом закономерно возникает вопрос, что если ранние произведения Стругацких ничем не выделялись на фоне соцреалистической литературы 1950—1960-х годов, то почему же они стали столь популярны? И. Неронова утверждала, что Стругацкие начали отходить от представлений того времени о фантастике, которая рассматривалась как прикладной жанр, переходный от художественной к научно-популярной литературе и позиционируемый как чтение для старших школьников. Фантастика должна была изображать человека будущего идеальным, лишённым недостатков современников. Из-за нежелания соавторов следовать неписаному кодексу их творчество стало новым явлением. «При всех положительных качествах героя ему разрешается иметь недостатки (например, штурман Михаил Антонович Крутиков — любитель вкусно поесть, поэтому проносит на борт планетолёта запрещённые консервы), шутить, употреблять просторечия и жаргонные слова, а не говорить высоким стилем. Отсюда происходят и различные комические ситуации. <…> …Явно „случайна“, намеренно не запрограммирована сцена поисков Варечки, марсианской ящерицы, отвратительного чудища, совсем не похожего на своё ласковое имя. Сцена живая, забавная, очень человечная, написанная с явным удовольствием, но ни в развитии сюжета, ни в раскрытии характеров она особой роли не играет и необходимости в ней, с этой точки зрения, как будто и нет». Соответственно, и критика отнеслась ко всем этим нововведениям резко отрицательно.

### Комментарии
1. ↑  Название «Джей-станция» происходит от первой буквы английского названия Юпитера — Jupiter.
2. ↑  Идея кольца Юпитера, равно как и его твёрдого ядра, была в 1959 году фантастическим допущением[5].
3. ↑  В варианте Б. Стругацкого научная обсерватория по исследованию Юпитера располагается на Ио, здесь же топливная база и перевалочный пункт на маршруте «Внутренние планеты — Внешние планеты». Для исследования Юпитера с Земли отправлен специализированный звездолёт под командой Михаила Крутикова; второй пилот — Андрей Строгов (сын погибшего покорителя Венеры); геолог Александр Сергеевич Бирский (будущий Юрковский); военный инспектор Алексей Петрович Громыко (будущий Быков); не названные по имени астрофизики — японец и русский; врач-англичанин. Целью инспектора является организация военных баз в системе Юпитера: в космосе идёт война. Только что коммунистическим миром разгромлена военная база «Симмонсов» на Фобосе, империалисты стремятся к захвату Урановой Голконды на Венере, уничтожили научный город Великий Сырт на Марсе. Согласно основному сюжету, Симмонсы штурмуют базу на Ио, после тяжёлого боя они оказываются без топлива и стремятся перехватить корабль Крутикова. В результате неудачной попытки захвата звездолёт полуразрушен и погружается в недра газовой планеты; средства связи уничтожены, помощи ждать неоткуда. Крутиков умирает от последствий ранения. Строгов и японец занялись научными исследованиями, обнаруживают кладбище миров, поглощённых Юпитером, на один из которых высаживаются Симмонсы. В финале Громыко, японец и Строгов физически уничтожают империалистов. «Японец говорит — работать, работать. Эпилог. В зависимости от счастливого или несчастного конца»[19].
4. ↑  «Он очень плохо знает русский язык, кроме того, часто путается в иероглифике. Показывают ему иероглиф „финь“ (бегемот) и спрашивают, что это такое. Отвечает: „Эта знаешь что? Весна приди, вставай, фыр-фыр-фыр на рака лети. Пытичка такой“» (цитируется письмо Аркадия Стругацкого от 13 марта 1950 года).
5. ↑  «В кармане у человека XXI века технический справочник и словарь питекантропа. Вот как, например, разговаривает с персоналом звездолёта его капитан Алексей Петрович Быков: „Знаете что, планетологи… Подите вы к чёрту!“, „Вон! Лоботрясы!“, „Кабак! Бедлам!“ И вообще слово „чёрт“ — самое распространённое в будущем. Им пользуются почти все грамотные люди. Смачно чертыхаются бортинженер Жилин и планетолог Даугe. Но обоих их, конечно, перещеголял курсант Высшей Школы Космогации Гургенидзе».